# St Cross College (Oxford)
St Cross College est l'un des collèges de l'Université d'Oxford. 
Il s'agit d'un collège uniquement réservé aux étudiants ayant complété un premier cycle d'études universitaires. Le bâtiment principal du collège se situe sur St Gilles, près de Pusey Street.

## Histoire
Saint Cross est officiellement constitué le 5 octobre 1965. Comme la majorité des collèges plus récents d'Oxford, St Cross est mixte depuis sa fondation.
Au début, l'emplacement de St Cross se trouvait à St Cross Road, au sud de l'église St Cross. Le collège a été nommé pour sa proximité avec ces endroits. En 1976, des négociations ont commencé entre le collège et les membres de Pusey House sur la possibilité de déplacer le collège sur le site de St Giles. Les négociations ont été fructueuses et en 1981, le collège a déménagé de St Cross Road dans un site appartenant à Pusey House pour une période de location de 999 ans. L'ancien site de St Cross Road a continué à être utilisé, d'abord par le Centre d'études islamiques (à l'époque un centre associé du collège), puis au début des années 1990, le site a été développé par le collège en collaboration avec le Brasenose College. Le site abrite maintenant deux bâtiments résidentiels, qui ont été ouverts en 1996.

## Bâtiments
Le collège est situé sur St Giles' près de l'Ashmolean Museum, au sud du Regent's Park College et immédiatement au nord de Blackfriars. Il est également à quelques mètres de la Faculté des Lettres classiques et de l'Institut oriental.
Les bâtiments du collège sont structurés autour de deux "quad", le Richard Blackwell Quadrangle et le nouveau West Quad. St Cross partage le site avec Pusey House, qui comprend le premier étage et des parties du rez-de-chaussée du côté est du quad Blackwell, une bibliothèque au premier étage du côté ouest, ainsi que la chapelle. Les bâtiments originaux de Pusey House autour du quadrilatère Blackwell, y compris la chapelle, datent de la période de 1884 à 1926 et sont principalement l'œuvre des architectes Temple et Leslie Moore et Ninian Comper. Des modifications internes discrètes ont été apportées lors de l'installation de St Cross par Geoffrey Beard et l'Oxford Architects Partnership. 
Sur le côté ouest du Blackwell Quad se trouve l'Arche des Quatre Collèges, nommée d'après les quatre collèges qui ont apporté un capital particulièrement généreux et un financement récurrent à St Cross : Merton, All Souls, Christ Church, et St John's.
Derrière l'Arc des Quatre Collèges se trouvait à l'origine un grand jardin ouvert bordé par un mur d'enceinte médiéval. Cela offrait au collège la possibilité d'agrandir ses bâtiments et d'ériger un deuxième quadrilatère, le West Quad.
Les travaux ont d'abord été réalisés sur l'aile sud du côté sud du West Quad, contenant un hall et une cuisine, avec bar, la salle de conférence Ian Skipper, et la salle de jeux Caroline Miles en bas, une chambre d'amis et des chambres d'étude en haut.

## Vie du Collège
En 2016, St Cross comptait plus de 550 étudiants diplômés, étudiant pour obtenir des diplômes dans toutes les matières. L'accent est fortement mis sur la diversité internationale. Cela se reflète dans la devise du collège Ad quattuor cardines mundi, qui signifie " aux quatre coins du monde ".
Fait inhabituel pour un collège d'Oxford, il existe une tradition fondatrice de partage des installations sociales entre les boursiers, les membres de Pusey House, la salle commune et les étudiants, sans table haute séparée ni salle commune pour les seniors. Cela donne au collège une atmosphère beaucoup plus informelle et en fait une importante communauté de chercheurs qui tissent des liens dans toute une gamme de sujets.
Le collège a un calendrier social actif pour les étudiants actuels et les anciens étudiants. Il y a toute une série d'associations et d'équipes sportives (souvent en collaboration avec d'autres collèges), ainsi que des séminaires académiques hebdomadaires et des conférences annuelles.
Le Boat Club du Collège, partagé avec le Wolfson College, connaît un succès particulier et, comme beaucoup d'autres clubs de bateaux du collège, il participe à des compétitions tant au sein de l'université elle-même qu'à l'extérieur.
Les autres événements du collège comprennent des fêtes régulières, des " bops " et des bals. Grâce à l'importante communauté internationale de St Cross, le collège s'efforce d'organiser un large éventail d'événements d'autres cultures. St Cross a été le premier collège d'Oxford à célébrer officiellement le Nouvel An chinois.

## Anciens étudiants célèbres
- Sultan Muhammad V, Sultan de l'État malaisien de Kelantan et 15e Yang di-Pertuan Agong de Malaisie
- Aharon Appelfeld, romancier israélien
- Steve Baker, politicien britannique
- Ruth Barnes, universitaire et conservatrice de l'Ashmolean Museum et de la Yale University Art Gallery
- Christian M. M. Brady, universitaire à la Penn State University
- Tilman Brück, directeur de l'Institut international de recherche sur la paix de Stockholm
- John Burn, généticien
- Kurt M. Campbell, diplomate américain et secrétaire d'État adjoint aux affaires de l'Asie de l'Est et du Pacifique
- Alan Carter, professeur et philosophe de l'environnement
- Steven Casey, historien et universitaire
- Yusuf Çetin, chef religieux turc
- Roger Collins, historien médiéval et papal
- Lisa Downing, auteur et professeur
- Tim Foster, médaillé d'or olympique en aviron
- Toshiharu Furukawa, politicien, professeur et PDG japonais
- M. G. Harris, auteur pour enfants
- Helena Hamerow, archéologue
- R. Joseph Hoffmann, historien religieux et traducteur
- John F. Jungclaussen, journaliste et auteur, correspondant britannique Die Zeit
- Hermione Lee, membre de la British Academy, présidente du Wolfson College, Oxford
- John Kingman, mathématicien britannique et membre de la Royal Society
- Kelsey Leonard, première femme amérindienne à obtenir un diplôme de l'Université d'Oxford
- Jason Gaverick Matheny, universitaire, évaluateur de risques et cofondateur de New Harvest
- Pete Mathias, musicien et batteur dans le groupe Filligar
- Jonathan Orszag, économiste, politicien et PDG américain
- David Digby Rendel, politicien britannique
- Richard Rudgley, anthropologue, auteur et présentateur de télévision
- Peter Schweizer, écrivain politique et chercheur à l'Université de Stanford
- Klaus Stierstorfer, universitaire et auteur
- Anne Ulrich, biochimiste et professeur à l'Institut de technologie de Karlsruhe
- Mihai Răzvan Ungureanu, ancien Premier ministre de Roumanie, diplomate et homme politique
- Kenneth R. Valpey, professeur et théologien Gaudiya Vaishnava
- Douglas Wigdor, éminent avocat et ancien procureur adjoint de New York
- Graham Wiggins, musicien